# Tommaso Maria Martinelli
Tommaso Maria Martinelli, O.S.A., italijanski rimskokatoliški duhovnik, škof in kardinal, * 4. februar 1827, Sant'Anna, † 30. marec 1886.

## Življenjepis
19. aprila 1844 je podal redovne zaobljube pri avguštincih. 22. decembra 1849 je prejel duhovniško posvečenje.
22. decembra 1873 je bil povzdignjen v kardinala in imenovan za kardinal-diakona S. Giorgio in Velabro. 17. septembra 1875 je bil imenovan za kardinal-duhovnika S. Prisca.
18. oktobra 1877 je postal prefekt Kongregacije za zakramente.
24. marca 1884 je bil imenovan za kardinal-škofa Sabine; škofovsko posvečenje je prejel 30. marca 1884.